# Ernesto Ríos (militar)
General Ernesto Ríos fue un militar mexicano con idealismo villista que participó en la Revolución mexicana. Nació en Saltillo, Coahuila, el 23 de noviembre de 1890. A partir de 1913 se unió a la causa constitucionalista y en 1915 a la convencionista. Ayudó a Francisco Villa y perteneció a la División del Norte durante 1915. Años más tarde fungió como director de propaganda en la campaña presidencial callista de 1924. Fue diputado federal por el Estado de México, en la XXXI Legislatura.